# ریوییر-دو-لو
ریوییر-دو-لو (به فرانسوی: Rivière-du-Loup) شهرکی در منطقه شهری ریوییر-دو-لو ناحیه با-سن-لوران در استان کبک کانادا است. در سرشماری سال ۲۰۱۱ این شهرک ۱۸٬۷۸۹ نفر جمعیت داشته‌است و مساحت آن ۸۳٫۳۹ کیلومتر مربع است.